# Mahnmal in Quadrath-Ichendorf

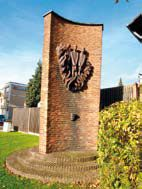
Mahnmal mit Metallrelief „Drei Männer im Feuerofen“

Das Mahnmal in Quadrath-Ichendorf mit den drei Motiven „Gefangene im Feuerofen“, „Trauernde Mütter“ und „Vermisst“ befindet sich an der Ecke Köln-Aachener-Straße / Wacholderweg im Stadtteil Quadrath-Ichendorf der Kreisstadt Bergheim im Rhein-Erft-Kreis.

## Beschreibung

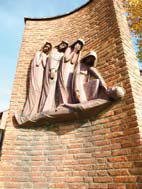
Mahnmal mit Metallrelief „Trauernde Mütter“

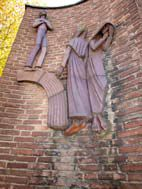
Mahnmal mit Metallrelief „Vermisst“

Das Mahnmal wurde 1965 vom Ortsverein der Kriegsheimkehrer Quadrath-Ichendorf errichtet. Geschaffen wurde es von dem aus Süddeutschland stammenden Bildhauer Fritz Theilmann (1902–1991). Es besteht aus einem Backsteinblock mit konvex geschwungenen Seiten. An den drei Seiten stellen Metallreliefs die Leiden im Krieg dar.
Die drei Motive lauten: „Gefangene im Feuerofen“, „Trauernde Mütter“ und „Vermisst“. Das Relief mit den drei Männern im Feuerofen erinnert an die Überlieferung des Alten Testamentes (Dan 3 ).

## Denkmal
Das Mahnmal ist mit der Denkmalnummer 173 in die Liste der Baudenkmäler in Quadrath-Ichendorf eingetragen. Die Beschreibung lautet:
„3-seitiger Backsteinblock mit konvex geschwungenen Seiten, an diesen Metallreliefs: drei Männer im Feuerofen, Frauen am Grabe, auferstandener Christus.“